# Maria Margaretha von Wildermeth
Maria Margaretha von Wildermeth (née le 23 février 1777 à Bienne et morte le 11 mars 1839 à Berne) est dès 1805 la préceptrice et gouvernante de la princesse Charlotte de Prusse, future épouse de Nicolas Ier.

## Biographie
Maria Margaretha von Wildermeth accompagne Charlotte à Saint-Pétersbourg, et devient dame d'honneur à la cour de Russie, jouissant d'un grand prestige. Décorée de l'ordre de Sainte-Catherine, ce qui lui confère un titre de noblesse et une pension, elle parvient à un rang civil élevé, correspondant à celui de général.
De retour en Suisse, elle vit dans la résidence familiale de Perles.
En 1826, elle se rend à Moscou pour la cérémonie du couronnement de Nicolas Ier.
Elle acquiert le domaine de Beaumont à Berne en 1830, où le chemin Wildermettweg (quartier d'Elfenau) rappelle son souvenir.

## Hommage
Un hommage lui est rendu en 2021 à Bienne : une statue à son effigie est exposée sur la place Robert-Walser, dans le cadre d'une exposition est intitulée « ExceptionnELLES », au côté de quatre autres personnalités féminines régionales pour célébrer le 50e anniversaire du droit de vote des femmes en Suisse,.